# Благотич, Матия
Матия (Мата) Благотич (серб. Матија Благотић; (18 марта 1884 года — Между 12 и 15 августа 1918) — участник Первой мировой войны, командир Сербского революционного батальона, сражающегося во время Гражданской войны в России, серб по национальности. Сыграл важную роль при взятии Казани.

## Биография
Семья Матия Благотича происходит из Черногории. После окончания войны Черногории с Турцией (1876—1878 гг.) переехали из Черногории в город Ягодина, который тогда являлся значимым торговым и ремесленным центром на Балканах. В начале Первой мировой войны был командиром батареи в Первом дивизионе Четвертого артиллерийского полка Моравской дивизии. За успешное командование и проявленный героизм указом полковника Радивоя Боевича, министра вооружённых сил, Благотич в 1914 году был награждён звездой Карагеоргия четвёртого порядка.
16 мая 1920 г. указом министра вооружённых сил и военно-морского флота Королевства сербов, хорватов и словенцев был посмертно награждён второй звездой Карагеоргия четвёртого порядка.

## Участие в Гражданской войне в России
Матия Благотич прибыл в Россию летом 1916 г. «для усиления кадрового офицерского состава Сербского добровольческого корпуса».
В конце 1917 г. взял под своё командование запасной батальон корпуса и отбыл вместе с ним в Архангельск. В мае 1918 года был отозван сербским военным атташе полковником Б. Лонткиевичем в Москву и оттуда направлен в Таганрог, чтобы возглавить 2-й Юго-Славянский ударный батальон, из-за гибели бывшего командира.
Батальон, которым руководил Благотич выделился из состава Корпуса сербов, хорватов и словенцев (Сербского добровольческого корпуса), сформированного в годы 1-й мировой войны в Одессе из пленных славян. В начале 1918 части Сербского добровольческого корпуса через Архангельск и Мурманск были переправлены на Салоникский фронт. Консул Сербии Й. Миланкович 3 марта 1918, в день подписания Брестского мира, прибыл из Одессы в Самару, где открыл консульство. Одновременно в Поволжье перебрались и сербские отряды, сформированные из солдат, отставших и дезертировавших из Сербского добровольческого корпуса. 2-й Юго-Славянский ударный батальон под командованием майора Александра Срба из Одессы к началу 1918 года перебазировался в Царицын.
После принятия им командования батальон был переименован в Сербский революционный батальон, в конце июня переброшен в Ярославль, а в июле — в Казань. Под его командованием находилось около 200 человек.
6 августа 1918 при атаке города частями Чехословацкого корпуса и Сводным отрядом подполковника В. Каппеля, батальон, охранявший Казанский кремль, перешёл на сторону белых и сыграл важную роль во взятии города.
Между 12 и 15 августа 1918 года в боях с красными в районе Романовского моста  майор Благотич погиб. Его имя было решено сохранить в названии батальона, который был впоследствии переименован в «Добровольческий полк сербов, хорватов и словенцев им.майора Благотича».

## Семья
После смерти майора Благотича о его семье, жене Ангелине и сыновьях (семилетнем Марко и трёхлетнем Жарко) заботилась казанская община. В 1987 г. в Белграде Марко умер. У его сына Жарко трое детей: сын Марко — врач, живёт в США, дочь Миряна, живёт в Берне, дочь Милена, профессор медицинского университета на пенсии, живёт в Белграде.

## Память
В 1940 году в Белграде была основана Ассоциация добровольца майора Матия Благотича.